# Xã Bloom, Quận Clay, Kansas
Xã Bloom (tiếng Anh: Bloom Township) là một xã thuộc quận Clay, tiểu bang Kansas, Hoa Kỳ. Năm 2010, dân số của xã này là 113 người.